# 辽联
辽宁省革命造反派大联合委员会，简称辽联，是辽宁省及沈阳市74个群众组织1967年2月16日联合成立的群众组织，出版报纸《辽联战报》。